# Долгоруков Василь Володимирович
Василь Володимирович Долгоруков (1667, Москва, Московське царство — 11 лютого 1746, Санкт-Петербург, Російська імперія) — російський військовий і державний діяч, генерал-фельдмаршал (1728), князь. Двічі впадав в опалу і позбавлявся всіх звань і нагород. У 1708 році жорстоко придушив Булавінське повстання.

## Біографія
Народився у сім'ї боярина Володимира Васильовича Долгорукова. Із 1685 року — стольник. Із 1696 року супроводжував московського царя Івана V в усіх його поїздках.
Із 1700 року служив у Преображенському полку. Учасник Великої Північної війни, у 1705 році відзначився під час взяття Мітави. У лютому 1706 року був відправлений до гетьмана Івана Мазепи. У 1707—1708 роках командував московськими військами в Україні. У 1708 році керував придушенням Булавінського повстання, під час якого загинув його брат Юрій. У 1709 році був московським резидентом при гетьмані Івані Скоропадському. Учасник Полтавської битви та Прутського походу. 15 жовтня 1711 року був нагороджений орденом Андрія Первозванного. В тому ж році отримав звання генерал-лейтенанта. У 1713 році брав участь у взятті Штеттіна.
Долгоруков був одним з прихильників царевича Олексія Петровича і часто не підтримував дії Петра I. Тому після арешту Олексія Петровича Долгоруков був заарештований і позбавлений всіх звань і нагород. Із 1718 року — на засланні біля Казані.
Після смерті Петра I і приходу до влади Катерини I був помилуваний і знову відновлений на військовій службі. З 1725 року — генерал-аншеф, з 1726 року — командувач російськими військами на Кавказі. Із 24 лютого 1728 року — генерал-фельдмаршал і член Верховної таємної ради.
Після смерті Петра II підтримав запрошення на престол Анни Іванівни, однак рішуче виступив проти ідеї Д. М. Голіцина і В. Л. Долгорукова щодо обмеження самодержавства. Через те що не підтримав «кондиції» про обмеження самодержавства, на початку правління Анни Іванівни Долгоруков зберіг своє становище в той час як більшість представників роду Долгорукових була страчена або заслана. Однак, в грудні 1731 року за доносом генерал-поручника принца Людвіга Гессен-Гомбурського був заарештований. Позбавлений всіх звань і нагород, а також маєтків був засланий спершу в Шліссельбург, потім у Івангород, а з 1739 року — у Соловецький монастир.
Після приходу до влади Єлизавети Петрівни повернутий із заслання та повністю реабілітований, відновлений у званні генерал-фельдмаршала та в усіх нагородах. Із 15 грудня 1741 року і до самої своєї смерті — президент Військової колегії.

## Нагороди
Був нагороджений орденами Андрія Первозванного, Святого Олександра Невського (Російська імперія), Білого орла (Річ Посполита), орденом Слона (Данія).